# Iguanura thalangensis
Iguanura thalangensis là loài thực vật có hoa thuộc họ Arecaceae. Loài này được C.K.Lim mô tả khoa học đầu tiên năm 1998.